# Leptoglossis darcyana
Leptoglossis darcyana là loài thực vật có hoa trong họ Cà. Loài này được Hunz. & Subils mô tả khoa học đầu tiên năm 1979.